# Adalberto di Magdeburgo
Adalberto di Magdeburgo (910 circa – Geusa, 981) è stato arcivescovo di Magdeburgo nel X secolo ed è venerato come santo dalla Chiesa cattolica.

## Biografia
Verso il 950 Adalberto era impiegato nella cancelleria di San Bruno I di Colonia, arcivescovo di Colonia e fratello minore del futuro imperatore Ottone I. Nel 953 entrò al servizio del re Ottone, nella cui cancelleria lavorò come notaio. Nel 958 (o nel 959) entrò nel monastero benedettino di San Massimino a Treviri, dal quale proviene il monastero di San Maurizio a Magdeburgo.
Nel 961, dietro consiglio dell'arcivescovo di Magonza Guglielmo di Magonza, figlio illegittimo dell'imperatore Ottone I, fu inviato missionario a Kiev. Non avendo avuto successo ed essendo scampato per poco alla morte rientrò già nel 962 in Germania.
Trattenutosi presso Guglielmo di Magonza, proseguì nella redazione della Cronaca di Regino di Prüm per il periodo fra il 907 al 967. Nel 966 fu nominato da Ottone I abate di Weißenburg in Alsazia. Adalberto fu uno dei sostenitori della Riforma di Gorze.
L'anno successivo egli accompagnò Ottone I, divenuto ora imperatore del Sacro Romano Impero, in Italia, ove questi aveva convocato un Sinodo a Ravenna. Qui, con l'accordo di Papa Giovanni XIII e dell'imperatore, fu nominato vescovo della recentemente costituita diocesi di Magdeburgo. Il suo punto forte fu la sua missione effettuata presso i Sorbi (un gruppo etnico appartenente agli slavi occidentali).
Adalberto si dedicò anche alla promozione dell'attività intellettuale, soprattutto quella del neofondato (968) studium presso il Duomo di Magdeburgo, che raggiunse un elevato livello. Da questo studium uscì un allievo di nome Vojtěch, divenuto successivamente vescovo, missionario e santo martire con il nome di Adalberto di Praga.
Morì a Zscherbeu (Geusa), durante una visita pastorale, e la sua salma fu inumata nel Duomo di Magdeburgo. Adalberto fu venerato santo e viene celebrato il 20 giugno.